# Si no es ahora
"Si No Es Ahora" (Do português:Se não é agora) é o quarto single lançado pela banda mexicana Timbiriche, em 1987, do álbum Timbiriche VII.

## Descrição
A música fala de um casal que insiste em se amar, estão cientes que se não for agora, "será amanhã".
Arranjada por Kika Campos e escrita pelo mesmo mais Fernando Riba, a música contém um trecho (samples) da música "All I Need Is a Miracle", da banda americana Mike + The Mechanics.
A música é cantada em dueto formado por Thalía e Diego Schoening. O curioso é que nessa época os dois estavam namorando. Assim, o relacionamento dos dois deu mais legitimidade à canção, tornando-a um verdadeiro sucesso, cativando os fãs. Era notório o carinho dos dois ao interpretar o tema, e a performance dos dois sempre era encerrada com um beijo, tanto no videoclipe quanto nas apresentações ao vivo.
Si No Es Ahora atingiu o sexto lugar na chart da revista Notitas Musicales que consistia nas canções masi executadas no México quinzenalmente. A boy band brasileira Polegar regravou a música, intitulando-a "A Qualquer hora", mantendo os samples de Mike + The Mechanics.

## Videoclipe
O videoclipe da canção mostra a banda em um castelo abandonado, dando a ideia de ser mal-assombrado, pois nele há várias pessoas de roupas antigas e rasgadas, com maquiagem pesada, caracterizando zumbis e vampiros. Os protagonistas, Thalía e Diego, também estão vestidos assim. Os outros membros da banda estão com roupas mais normais. O clipe intercala cenas de Thalía e Diego cantando numa mesa de jantar com cenas dos dois andando pelo castelo, separados, para no fim do vídeo os dois se encontrarem e se beijarem.